# Semachrysa nigribasis
Semachrysa nigribasis is een insect uit de familie van de gaasvliegen (Chrysopidae), die tot de orde netvleugeligen (Neuroptera) behoort. 
Semachrysa nigribasis is voor het eerst wetenschappelijk beschreven door Banks in 1920.